# Neogurelca mulleri
Neogurelca mulleri es una polilla de la familia Sphingidae. Se sabe que vuela en el estado de Guerrero, México.

## Sinonimia
- Neogurelca himachala (Butler, 1876)
- Neogurelca hyas (Walker, 1856)
- Neogurelca masuriensis (Butler, 1875)
- Neogurelca montana (Rothschild & Jordan, 1915)
- Neogurelca sonorensis (Clark, 1919)